# 브루투스, 너마저?

카이사르의 암살

"브루투스, 너마저?"(라틴어: Et tu, Brute?)는 로마 황제 율리우스 카이사르가 친구 마르쿠스 유니우스 브루투스를 포함한 무리에게 암살당하면서 브루투스를 보고 외쳤다고 여겨지는 유명한 인용문이다. 흔히 믿던 상대에게 배신당하였을 때 사용되는 인용문이다.
이는 윌리엄 셰익스피어의 희곡 《줄리우스 시저》에 나오는 대사로 잘 알려져 있으며, 정확히는 셰익스피어의 다른 희곡인 《Henry VI》에 먼저 등장하였다. 그러나 실제로 카이사르가 그러한 유언을 남겼다는 증거는 없으며, 역사가 수에토니우스는 카이사르는 아무런 유언도 남기지 않은 것으로 일각에서는 그리스어로 "녀석, 너도냐?(καὶ σύ, τέκνον)"라고 외쳤다고 주장하는 경우도 있다고 쓰고 있다.

## 같이 보기
- 배신
- 율리우스 카이사르
- 마르쿠스 유니우스 브루투스
- Sic semper tyrannis